# Gioacchino Armano
Gioacchino Armano (La Spezia, Provincia de La Spezia, Italia, 15 de diciembre de 1883-La Spezia, Provincia de La Spezia, Italia, 9 de diciembre de 1965) fue un futbolista italiano. Se desempeñaba en la posición de centrocampista. Era conocido como Armano I, para distinguirlo de su hermano menor, Alfredo Armano o II.

## Trayectoria

### Futbolista
Gioacchino Armano fue uno de los fundadores y primeros jugadores en la historia de la Juventus, ocupó la posición de centrocampista. Su debut oficial tuvo lugar el 11 de marzo de 1900 contra el Fútbol Club Torinese, perdiendo 1-0. Su último partido fue contra el Unione Sportiva Milanese, pero perdió 2-1. En once temporadas acumuló 24 partidos y 2 goles.

### Dirigente deportivo
Desde 1907, formó parte de la junta directiva de la Juventus, convirtiéndose en el noveno presidente del club, junto con Fernando Nizza y Sandro Zambelli, durante el período 1915-1918, durante la Gran Guerra.

## Clubes
| Club           | País   | Año       |
| -------------- | ------ | --------- |
| Juventus F. C. | Italia | 1900-1910 |

## Palmarés

### Campeonatos nacionales
| Título          | Club           | País   | Año  |
| --------------- | -------------- | ------ | ---- |
| Prima Categoria | Juventus F. C. | Italia | 1905 |